# Piedecuesta
Piedecuesta là một khu tự quản thuộc tỉnh Santander, Colombia. Thủ phủ của khu tự quản Piedecuesta đóng tại Piedecuesta Khu tự quản Piedecuesta có diện tích 380 ki lô mét vuông. Đến thời điểm ngày 28 tháng 5 năm 2005, khu tự quản Piedecuesta có dân số 72631 người.